# معايرة تشكل المعقدات

تظهر الصورة بنية معقد للشاردة M مع الربيطة EDTA سداسية السن وهو عامل معقد هام.

تعتمد المعايرة بتشكيل المعقدات على التفاعلات التي تكون نواتجها معقد ثابت أو مستقر. وتكون الشوارد المعقدة عادة معتدلة بعكس الشوارد المكونة لها التي تكون حمضية أو قلوية. فعند إضافة محلول نترات الفضة مثلاً إلى محلول شوارد السيانيد -CN القلوية، تتشكل الشاردة المعقدة ذات الثبات الكبير والقلوية الضعيفة جداً -[Ag(CN)2] وفق التفاعل:
Ag+ + 2CN- ↔ [Ag(CN)2]-    β=1022,1
وعند إضافة مزيد من شوارد الفضة يترسب المعقد Ag(CN)2.Ag دالاً على نقطة نهاية المعايرة وفق التفاعل:
Ag+ + [Ag(CN)2]- ↔ Ag(CN)2.Ag
( العوامل المعقدة ) هي عبارة عن مركبات عضوية مشتقة من حموض أمينية – كربوكسيلية (أي تحتوي على زمرة –OH و-NH2 )
سميت بالمعقدات المخلبية لأنها قادرة على تشكيل روابط مشتركة إضافة إلى الروابط التساندية مع الشوارد المعدنية مما يؤدي إلى تشكيل حلقات خماسية ذات ثباتية عالية.

## خواص المعقدات
1. تذوب في الماء وبعض المذيبات الأخرى
2. تتفاعل بسهولة مع العديد من الشرجبات المعدنية بما فيها القلوية الترابية التي لا تشكل معقدات مع جزيئات معقدة أخرى وتشكل معقدات ثابتة وذوابة في الماء
3. بعض المعقدات تبدي خصائص انتقائية لبعض المواد لذالك تستخدم كمواد حاجبة

## المعايرة المعقدة في وجود EDTA
من أهم المركبات المستخدمة : إيتيلين ثنائي أمين رباعي حمض الخل ويرمز له ( EDTA ) (في كثير من الأحيان يكتب هكذا Na2H2Y)
ويستخدم للتطبيقات العملية الملح ثنائي الصوديوم للــ ( EDTA ) لأن هذا الحمض وملحه أحادي الصوديوم قليلي الانحلال في الماء ويشكل الحمض ؤمع العديد من الشرجبات معقدات ثابتة وضعيفة التشرد ومنحلة في الماء
+M4+ + [H2Y]2- ↔[MY] + 2H
+M3+ + [H2Y]2- ↔[MY]- + 2H
+M2+ + [H2Y]2-↔ [MY]2-+ 2H
يُلاحظ أن تفاعلات تشكل هذه المعقدات تتعلق بقيمة PH المحلول، لذلك يجب العمل أثناء المعايرة الحجمية في وسط قلوي لكي تتجه التفاعلات السابقة نحو اليمين ( حسب لوشاتولييه) أي باتجاه تشكل المعقدات المعدنية.

## كيفية المعايرة
هناك طريقتان للمعايرة : معايرة مباشرة  ومعايرة عكسية 

### معايرة مباشرة
تجري عملية المعايرة عند قيمة PH محددة بواسطة محلول عياري من الـ ( EDTA ) ويتم إضافة قيمة محددة من المشعر وأثناء المعايرة بواسطة الـ ( EDTA ) فإن المعقد الملون الذي شكله المعدن مع المشعر يبدأ بالتفكك بالتدريج وذلك بسبب تشكل معقد آخر أكثر ثباتا بين شرجبة المعدن وجزيئة الـ (EDTA ) وفي نقطة التعادل يتحرر كامل المشعر من المعقد مما يؤدي إلى زوال اللون الأولي وظهور لون المشعر الحر

### معايرة عكسية
يضاف حجم معين من محلول الـ ( EDTA ) العياري بكمية زائدة ثم يعاير الفائض من الـ ( EDTA ) بمحلول عياري للمعدن المدروس بوجود المشعر.